# U. S. Steel Košice
U. S. Steel Košice (до 2000 года Восточнословацкий металлургический комбинат словац. Východoslovenské železiarne (VSŽ)) — сталелитейный комбинат, расположенный в городе Кошице, Словакия. Это одно из крупнейших предприятий в Словакии. В 2008 году на комбинате работало почти 15 000 человек.

## История
Восточнословацкий металлургический комбинат был основан 1 апреля 1959 года как государственная компания. Строительство комбината началось годом позже. Первая домна вступила в строй в 1965 году. Окончательно работы были завершены в 1966 году. Уголь поставлялся из окрестностей Остравы, а железная руда — с Украины (Кривой Рог). Для перевозки руды использовалась ширококолейная линия Ужгород — Кошице. В 1973 году сталелитейный завод выпускал стальные листы для автомобильной промышленности.
После бархатной революции, в 1989 году завод был приватизирован. В самом начале приватизации ваучеры завода были куплены различными металлургическими заводами — 25 %, физическими лицами — почти 30 %, государством — 37 %. В 1998 году в связи с финансовым кризисом и долгами в 13 млрд словацких крон завод обанкротился. 24 ноября 2000 года комбинат был продан иностранной корпорации United States Steel.
В 2008 году компания U. S. Steel Košice имела прибыль в размере 338 млн евро. В 2008 году на заводе произведено 4,1 млн т стали (в 2006 и 2007 годах — 4,7 млн т). Спад производства в 2008 году связан с ремонтом доменной печи и финансовым кризисом 2008 года.